# Orden del mérito de la corona bávara
La Orden del Mérito de la Corona bávara (en alemán: Verdienstorden der Bayerischen Krone) era una orden de mérito del Reino de Baviera establecida por el rey Maximiliano I el 19 de marzo de 1808. El lema de la orden es Virtus et Honos (‘Valor y Honor').  La orden fue otorgada en varios grados: Gran Comendador, Gran Cruz, Comendador, Caballero y medallas en oro y plata .

## Historia
El Rey Maximiliano I José, fundó la orden para recompensar a los funcionarios del estado de todas las clases y otros extranjeros que merecían el reconocimiento del Reino de Baviera. Fue creado como una contraparte civil de la Orden Militar de Max Joseph. Ambas órdenes dieron a no-nobles, con su nombramiento dentro de la orden misma, una equivalencia a una carta patente de nobleza con el título "Ritter von". Sin embargo no era transmisible por herencia.
La Orden del Mérito de la corona bávara se fundó inicialmente con tres grados: Gran Cruz, Comendador y Caballero. El rey Maximiliano II añadió el grado de Gran Comendador en 1855. Inicialmente, la membresía en la orden se limitó a 12 grandes cruces, 24 comendadores y 100 caballeros. Los estatutos de la orden de octubre de 1817 enumeran los límites en 24, 40 y 160. Los ajustes a los estatutos también se hicieron el 16 de febrero de 1824, el 12 de octubre de 1834, el 12 de enero de 1835, y en octubre de 1838. Los estatutos fueron modificados en 1855 por la adición del grado de gran comendador.

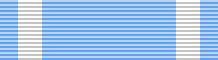
Cinta